# Villers-sur-le-Mont
Villers-sur-le-Mont is een gemeente in het Franse departement Ardennes in de regio Grand Est en maakt deel uit van het arrondissement Charleville-Mézières. De gemeente telde 102 inwoners op 1 januari 2022.

## Geschiedenis
Villers-sur-le-Mont maakte deel uit van het kanton Flize tot het op 22 maart 2015 werd opgeheven en de gemeenten werden opgenomen in het op die dag gevormde kanton Nouvion-sur-Meuse.

## Geografie
De oppervlakte van Villers-sur-le-Mont bedraagt 5,3 vierkante kilometer; Op 1 januari 2022 was de bevolkingsdichtheid 19,2 inwoners per km².
De onderstaande kaart toont de ligging van Villers-sur-le-Mont met de belangrijkste infrastructuur en aangrenzende gemeenten.

## Demografie
Onderstaande figuur toont het verloop van het inwonertal.
Vanwege een beveiligingsprobleem met de MediaWiki Graph-software is het momenteel niet mogelijk deze grafiek weer te geven. Zodra de software is bijgewerkt zal de grafiek vanzelf weer zichtbaar worden.
Les Ayvelles · Baâlons · Boulzicourt · Bouvellemont · Chagny · Chalandry-Elaire · Champigneul-sur-Vence · Dom-le-Mesnil · Étrépigny · Évigny · Flize · Guignicourt-sur-Vence · Hannogne-Saint-Martin · La Horgne · Mazerny · Mondigny · Montigny-sur-Vence · Nouvion-sur-Meuse · Omicourt · Omont · Poix-Terron · Saint-Marceau · Saint-Pierre-sur-Vence · Sapogne-et-Feuchères · Singly · Touligny · Vendresse · Villers-le-Tilleul · Villers-sur-le-Mont · Vrigne-Meuse · Warnécourt · Yvernaumont